# Холодное сердце
«Холо́дное се́рдце» (англ. Frozen) — американский компьютерно-анимационный музыкальный фэнтези фильм 2013 года, пятьдесят третий полнометражный мультфильм, созданный студией «Walt Disney Animation Studios» и выпущенный компанией «Walt Disney Pictures». Мультфильм вдохновлён сказкой Ханса Кристиана Андерсена «Снежная королева». Режиссёрами выступили Крис Бак и Дженнифер Ли, продюсером — Питер Дель Вечо по сценарию Ли и сюжету Ли, Криса Бака и Шейна Морриса. Главные роли озвучивали Кристен Белл, Идина Мензел, Джонатан Грофф, Джош Гэд и Сантино Фонтана. По сюжету храбрая принцесса Анна и простой парень Кристофф вместе с оленем Свеном и снеговиком Олафом отправляются в опасное путешествие по заснеженным горным вершинам, чтобы попытаться найти старшую сестру Анны, Эльзу, нечаянно наложившую заклятье на их королевство и тем самым обрёкшую на вечную зиму его жителей.
Премьера анимационного фильма состоялась 19 ноября 2013 года в театре Эль-Капитан в Голливуде. В широкий прокат в США мультфильм вышел 27 ноября. Мультфильм был встречен преимущественно положительными отзывами от критиков и аудитории. В то же время некоторые кинокритики признали его лучшим полнометражным анимационным фильмом Walt Disney со времён эпохи расцвета студии в 1980—1990-х годах.
«Холодное сердце» также стал большим коммерческим успехом: при бюджете в 150 миллионов долларов кассовые сборы картины составили почти 1,4 миллиарда долларов по всему миру, из которых 400 миллионов пришлось на США и Канаду и 249 миллионов на Японию. Анимационный фильм поставил несколько кассовых рекордов: стал самым кассовым релизом в 2013 году, третьим кассовым мультфильмом и к настоящему моменту шестнадцатой самой кассовой картиной за всю историю кинематографа. Также «Холодное сердце» стал самым продаваемым фильмом на носителе Blu-ray в США. Мультфильм стал обладателем двух премий «Оскар» в номинациях «лучший анимационный фильм» и «лучшая песня» («Let It Go»), а также ряда других наград.
У «Холодного сердца» появилось несколько короткометражных продолжений: «Холодное торжество», транслировавшееся перед показом фильма «Золушка», и «Олаф и холодное приключение». 12 марта 2015 года главный творческий директор Walt Disney и Pixar Animation Studios Джон Лассетер и CEO Walt Disney Роберт Айгер объявили о планах на разработку «Холодного сердца-2». Фильм вышел в конце ноября 2019 года. В феврале 2023 года Роберт Айгер заявил, что ведётся работа над третьим мультфильмом франшизы.

## Сюжет
Эльза, юная принцесса королевства Эренделл, с рождения обладает магической способностью создавать лёд и снег и управлять ими. Она пользуется своей магией, когда играет с младшей сестрёнкой Анной. Во время одной из игр во дворце, поскользнувшись, Эльза случайно попадает своей магией в голову сестры, из-за чего та начинает замерзать. Чтобы спасти свою дочь, король и королева обращаются за помощью к троллям. Их предводитель Пабби исцеляет Анну (остаётся лишь белая прядь волос) и стирает у неё все воспоминания о магических способностях сестры. Он предостерегает Эльзу о том, что если она не научится контролировать свои силы и уступит страху, то это приведёт к беде. Стремясь защитить Эльзу и других людей от её силы, королевская семья запирается в замке.
Эльза, боясь повторно навредить сестре и остальным, следует совету отца «Молчи, терпи, от всех укрой» и проводит бо́льшую часть времени в своей комнате, в полном одиночестве. Анна растёт в замке, но стены и прислуга не дают ей полноценной свободы, а с сестрой наладить общение у неё так и не получается, несмотря на все попытки. 10 лет спустя после происшествия их родители отправляются в морское плавание, обещая вернуться через месяц, но погибают во время шторма.
Через три года после их смерти горожане готовятся к коронации Эльзы. Среди почётных гостей присутствует герцог Варавский — торговый партнёр Эренделла, который втайне хочет наложить руку на его богатства. Возбуждённая из-за открытия ворот и предстоящего торжества Анна мечтает о том, что встретит свою любовь среди новоприбывших. Замечтавшись, она сталкивается с Хансом — тринадцатым принцем Южных островов. Несмотря на опасения Эльзы, коронация проходит спокойно, и сёстры начинают постепенно раскрываться друг другу.
Во время бала по поводу коронации Ханс предлагает Анне руку и сердце, и она сразу же соглашается. Эльза, однако, отказывается благословить их на брак, так как Анна и Ханс только что познакомились. Между сёстрами начинается спор. Это приводит к тому, что Эльза, поддавшись гневу и страху, теряет контроль над собой и показывает свою силу гостям и горожанам. Присутствующий герцог открыто презирает её и называет чудовищем, вызывая у горожан страх перед их королевой. В панике Эльза убегает в горы, но во время побега она, сама того не зная, погружает Эренделл в вечную зиму, выплеснув на город всё, что копилось в ней все годы пребывания в одиночестве. В горах девушка строит себе ледяной замок и, раскрывшись, перестаёт бояться использовать свои способности. Она решает, что отныне её владением будет безмолвная ледяная пустыня.
Мучимая чувством вины Анна отправляется на поиски Эльзы, стремясь восстановить их сестринские отношения и вернуть лето в Эренделл. В лесу она забредает в лавку торговца Окена, где знакомится с юношей Кристоффом, живущим в лесу и занимающимся заготовкой и продажей льда. Анна убеждает Кристоффа помочь ей. Тот соглашается, и вместе с его оленем Свеном они направляются к убежищу Эльзы. Чудом спасшись от напавшей на них стаи волков, герои встречают Олафа — весёлого и неунывающего ожившего снеговика, которого своими чарами в детстве создала Эльза, и чья заветная мечта — встреча с летом.
Наконец, компания добирается до замка Эльзы. Там Анна просит сестру вернуться, говоря, что её место в Эренделле, но безрезультатно. Эльза впадает в панику, узнав, что она погрузила край в вечную зиму, и, не сумев снова справиться со своими силами, нечаянно ранит Анну льдинкой в сердце. В отчаянии она создаёт снежного монстра Маршмэллоу, который выбрасывает непрошеных гостей из замка. Кристофф, узнав о ранении Анны, отвозит её к своим опекунам — троллям, которые уже исцелили Анну однажды. Но на этот раз они бессильны: лишь знак истинной любви может исцелить сердце Анны, в противном же случае она превратится в ледяную статую. Кристофф отвозит Анну обратно в Эренделл к Хансу, зная, что потеряет её навсегда.
Между тем Ханс с группой добровольцев отправляется на поиски своей пропавшей невесты. Они добираются до замка Эльзы, где Ханс предупреждает остальных, чтобы они защищали себя, но не причиняли вреда королеве. Один из придворных герцога пытается убить Эльзу, но Ханс выбивает у него из рук арбалет. Стрела попадает в ледяную люстру, которая едва не падает на Эльзу. Отбегая, та поскальзывается и теряет сознание. Её привозят во дворец и заключают в тюрьму. Ханс просит Эльзу, чтобы она остановила зиму, но та говорит, что это не в её силах, и просит принца убедить людей позволить ей уйти. Ханс говорит, что сделает всё возможное.
После возвращения Анна рассказывает Хансу о своём ранении и просит поцеловать её. Однако принц неожиданно отказывается и раскрывает девушке свои истинные намерения: оказывается, он собирался жениться на ней, а после свадьбы устроить Эльзе несчастный случай и таким образом заполучить трон, на который у него, как у последнего в ряду наследников, не было никаких шансов в родной стране. Затушив светильники и залив водой огонь в камине, тем самым лишив Анну последних источников тепла, Ханс запирает её в комнате и, выйдя к придворным, обманывает их, с притворной скорбью сообщая, что принцесса умерла. Также он лжёт, что перед её смертью они поклялись быть мужем и женой.
Заявив, что Анну убила Эльза, он приговаривает королеву к смертной казни за измену. Эльза бежит из тюрьмы под усиливающийся холод и разыгравшуюся снежную вьюгу. Олаф помогает Анне выбраться из заточения и объясняет ей, что Кристофф по-настоящему любит её. Девушка бежит через замёрзший фьорд навстречу вернувшемуся Кристоффу. На фьорде Ханс встречает Эльзу и говорит, что ей не удастся сбежать. Когда же та просит его позаботиться о её сестре, Ханс повторяет ложь про смерть Анны. Убитая горем Эльза не замечает занесённого над ней меча. Анна, увидев, что замыслил Ханс, тут же уклоняется от встречи с Кристоффом и жертвует собой, бросившись под меч. Она в буквальном смысле замерзает насмерть, превратившись в статую, и блокирует удар (клинок меча при этом ломается, а сам принц падает и теряет сознание). Увидев, что случилось, Эльза обнимает сестру и оплакивает её, но через несколько мгновений Анна оттаивает, доказав своей жертвой силу сестринской любви.
Эльза понимает, что ключ к контролю её сил — это любовь, и возвращает лето в Эренделл, после чего создаёт начавшему таять Олафу его собственное снежное облачко. Ханс изгоняется на Южные острова для понесения заслуженного наказания, а с герцогом Варавским королева разрывает все торговые отношения. Анна дарит Кристоффу новые сани и награждает их со Свеном почётными званиями, после чего он подхватывает её на руки и целует. Эльза обещает больше не закрывать ворота замка, создаёт каток на дворцовой площади и дарит всем коньки, в том числе и Анне.
После заключительных титров снежный монстр Маршмеллоу с восстановленной ногой (она была отсечена во время битвы возле замка Эльзы между добровольцами Ханса) возвращается в опустевший ледяной дворец, находит брошенную корону Эльзы, надевает её на голову и успокаивается, вследствие чего его когти, шипы и клыки сразу же исчезают.

## Персонажи
Источники:
- Анна (англ. Anna) — главная героиня мультфильма. Возможно, ей немного недостаёт царственной грации, зато она очень энергична и любознательна. Порой она сперва действует и только потом думает, но более жизнерадостной и любознательной девушки не найти во всём королевстве. Анна мечтает вновь сблизиться со своей сестрой Эльзой и дружить с ней, как было в детстве. Когда в королевстве Эренделл наступает вечная зима, Анна отправляется в опасное путешествие, чтобы всё исправить. В распоряжении юной принцессы — лишь её отвага, решимость и оптимизм. Она настроена во что бы то ни стало спасти королевство и свою семью.
- Эльза (англ. Elsa) — вторая главная героиня мультфильма. Способность управлять льдом и снегом она имеет с детства. Со стороны она предстаёт сдержанной и замкнутой, но внутри у неё бушует настоящая буря эмоций — ей приходится жить в страхе и постоянно подавлять свой волшебный дар. Однажды, не справившись со своими силами, она подвергла опасности свою младшую сестру Анну. С тех пор Эльза вынуждена скрываться от внешнего мира, держа на расстоянии всех, кто ей дорог, включая сестру. На балу после своей коронации, Эльза вновь не справляется со своим магическим даром, тем самым открывая свою тайну. Опасаясь, что она может причинить вред сестре и жителям города, королева Эльза бежит из своего замка и укрывается высоко в горах, убеждённая, что никто не сможет ей помочь. Но она не знает, что из-за её магии Эренделл погрузился во власть вечной зимы.
- Кристофф Бьоргман[21] (англ. Kristoff Bjorgman) — славный малый и настоящий любитель природы. Он живёт высоко в горах, добывает лёд и продаёт его жителям столицы Эренделла. Неотёсанный с виду, Кристофф на самом деле — сильный, честный и преданный. Поначалу может показаться, что он закоренелый одиночка, но он просто не очень ладит с людьми. Зато при нём всегда есть его лучший друг — очаровательный и очень сообразительный олень по имени Свен. Кристофф влюбляется в Анну в процессе их совместного поиска Эльзы в горах.
- Принц Южных Островов Ханс Вестергорд[22] (англ. Prince Hans Westergaard of the Southern Isles) — главный антагонист мультфильма. Он приезжает в Эренделл на коронацию Эльзы с Южных островов. Ханс — младший из 13 братьев и, как и Анна, знает, каково это — чувствовать себя невидимкой в собственной семье. Они с принцессой быстро находят общий язык, и Ханс обещает ей, что для него она всегда будет в центре внимания. Однако все обещания оказываются обманом. Его истинная цель: заставить Анну обручиться с ним и получить корону, ведь унаследовать трон в родной стране у него нет никаких шансов.
- Олаф (англ. Olaf) — небольшой антропоморфный снеговик, созданный волшебными чарами Эльзы. Пусть он и наивен, но его искренность и добродушный характер делают его самым дружелюбным снеговиком в Эренделле. У Олафа есть заветная мечта — встретить лето.
- Герцог Варавский (в оригинале — англ. Duke of Weselton) — вторичный антагонист мультфильма, правитель одноимённого герцогства. Желая наладить выгодные торговые отношения с Эренделлом, он готов на всё, чтобы войти в доверие к новой королеве. Но как только тайна Эльзы раскрывается, он первый называет её «колдовским монстром» и пытается настроить против неё собственных подданных. Для жадного герцога все средства хороши, чтобы добраться до сокровищ Эренделла. Не любит, когда его называют Воровским (в оригинале — Weaseltown, от англ. weasel — букв. биол. ласка или хорёк, в переносном смысле — проныра, пролаза, подлец, «оборотень» и т. п.).
- Маршмеллоу (также Зефирка, англ. Marshmallow) — гигантский снежный монстр, обладающий способностью усиливать себя острыми шипами и когтями при увеличении злобы, рождённый магическими чарами Эльзы. Чем его больше злят, тем он сильнее становится. Его главная задача — охранять ледяной дворец своей хозяйки и оберегать её от нежданных гостей. Маршмеллоу не очень разговорчив (в фильме он произносит всего две фразы), но удар у него крепкий. Во время осады ледяного дворца Ханс отрубает ему ногу, и тот падает в пропасть, попытавшись остановить принца. После титров возвращается во дворец с восстановленной ногой, находит корону Эльзы, надевает её на голову и успокаивается.
- Окен (Оукен, англ. Oaken) — хозяин «Торговой лавки бродяги Окена и сауны». Внезапный холод, обрушившийся на королевство, заставляет Окена, специализирующегося на летних товарах, немного скорректировать свой бизнес-план. Добродушный здоровяк всегда готов пойти навстречу своим посетителям. Однако, если его кто-то разозлит, у того могут быть неприятности.
- Бульда (англ. Bulda), Сорен (англ. Soren), Клифф (англ. Cliff) и другие — добрые и шаловливые тролли, обитающие в Эренделле со своим предводителем Па́бби (англ. Pabbie).

## Роли озвучивали
| Персонаж                 | Оригинальное озвучивание                   |
| ------------------------ | ------------------------------------------ |
| Анна                     | Кристен Белл                               |
| Эльза                    | Идина Мензел                               |
| Кристофф                 | Джонатан Грофф                             |
| Олаф                     | Джош Гад                                   |
| Ханс                     | Сантино Фонтана                            |
| Герцог Варавский         | Алан Тьюдик                                |
| Дед Пабби                | Киран Хайндс                               |
| Окен                     | Крис Уильямс                               |
| Кай                      | Стивен Дж. Андерсон                        |
| Герда                    | Эди МакКлёрг                               |
| Бульда                   | Майя Уилсон                                |
| Епископ                  | Роберт Пайн                                |
| Король Агнарр            | Морис Ламарш                               |
| Королева Идуна           | Дженнифер Ли                               |
| 5-летняя Анна            | Ливви Штубенраух (речь)/Кэти Лопес (вокал) |
| 9-летняя Анна            | Агата Ли Монн                              |
| 8-летняя Эльза           | Ева Белла                                  |
| 12-летняя Эльза          | Спенсер Лэйси Ганус                        |
| 8-летний Кристофф        | Тайри Браун                                |
| Испанский сановник       | Джесс Корти                                |
| Немецкий сановник        | Джеффри Маркус                             |
| Ирландский сановник      | Такер Гилмор                               |
| второстепенные персонажи | Кирк Бэйли                                 |

| |  |  |  |  |  |  |  |
| Актёры озвучки «Холодного сердца» слева направо: Кристен Белл, Идина Мензел, Джонатан Грофф, Джош Гэд, Сантино Фонтана, Алан Тьюдик, Киаран Хайндс, Морис Ламарш, Дженнифер Ли |  |  |  |  |  |  |  |

## Создание

### Предпосылки
В 1937 году перед декабрьской премьерой своего первого рисованного полнометражного мультфильма «Белоснежка и семь гномов» студия Walt Disney Productions начала рассматривать возможность создания биографической ленты о писателе и поэте Хансе Кристиане Андерсене. Проект должен был состоять из сцен, снятых с реальными актёрами, и отрывков, созданных с помощью рисунка и анимации. В марте 1940 года Уолт Дисней предложил кинопродюсеру Сэмюэлю Голдвину и его студии возможность совместного продюсирования, при котором «Goldwyn’s studio» снимет сцены из реальной жизни Андерсена, а студия Диснея анимирует его сказки. Анимированные сцены должны были быть основаны на самых известных работах писателя, таких как «Русалочка», «Девочка со спичками», «Стойкий оловянный солдатик», «Снежная королева», «Дюймовочка», «Гадкий утёнок», «Красные башмачки» и «Новое платье короля». Однако, при работе над «Снежной королевой» аниматоры Walt Disney столкнулись с трудностью: они не знали как сделать персонажа Снежной королевы интересным для аудитории того времени. Даже несмотря на то, что в 1930-х и 40-х годах изначальный материал предвещал большие кинематографические возможности, персонаж Снежной королевы оказался слишком проблематичным.
После того, как США вступили во Вторую мировую войну, студия сфокусировалась на создании военной пропаганды и, в итоге, проект Диснея и Голдвина в 1942 году был заморожен. Голдвин занялся созданием своей собственной версии биографии писателя в 1952 году, озаглавленной «Ханс Кристиан Андерсен» с Дэнни Кейем в роли самого Андерсена и Чарльзом Видором в качестве режиссёра. Вместо анимации, все сказки Андерсена были рассказаны в форме песен и балета. В последующий год картина была номинирована на шесть премий Оскар. В Walt Disney же «Снежная королева», как и все работы над сказками Андерсена (включая «Русалочку»), была отложена в долгий ящик.

### Поздние попытки
Оригинальная версия «Снежной королевы» Ханса Кристиана Андерсена - довольно мрачная сказка, и её нелегко превратить в фильм. Для нас прорыв произошёл, когда мы попытались придать Снежной королеве настоящие человеческие качества. Когда мы решили сделать Снежную королеву Эльзу и нашу главную героиню Анну сёстрами, это дало возможность связать персонажей таким образом, чтобы передать, что они из себя представляют, через что проходят; это касается современной аудитории. В этом фильме много сложных героев и непростых взаимоотношений. Временами, Эльза совершает злые поступки, но поскольку вы понимаете, что это исходит из желания защитить себя, вы всегда можете ей сопереживать. 'Вдохновлено произведением' означает именно это. Есть снег, есть лед и есть Королева, но помимо этого, мы немного отходим от него [произведения]. Мы правда пытаемся привнести размах и масштаб, которые вы ожидаете, но делаем это таким способом, чтобы мы могли понимать персонажей и сопереживать им.
В конце 1990-х годов Walt Disney Feature Animation, после огромного успеха своих последних фильмов во время эпохи ренессанса студии (1989—1999), начала разработку новой адаптации «Снежной королевы». С 2000 по 2002 год было осуществлено несколько попыток создания мультфильма, которые однако оказались неудачными. Так приложить руку к проекту пытались иллюстраторы Пол и Гаэтан Бриззи, Дик Зондаг и Дейв Гетц, а также американский драматург Харви Файерстин. Когда в конце 2002 года проект покинул аниматор персонажей Глен Кин, разработку адаптации заморозили. В этот же период исполнительный директор The Walt Disney Company Майкл Айснер решил поддержать проект и позвал в кресло режиссёра, обладателя премии «Оскар» и креативного директора студии Pixar Animation Studios Джона Лассетера, после тогда ожидаемого продления контракта между студиями. Но переговоры между Pixar и Disney провалились в январе 2004 года, и этот контракт так и не был продлён. Вместо этого в январе 2006 года преемник Айснера Роберт Айгер договорился о покупке студии Pixar за 7,4 миллиарда долларов, вследствие чего Лассетер был повышен до должности главного креативного директора обеих студий.
Следующая же попытка была предпринята в 2008 году, когда Лассетер смог уговорить Криса Бака (одного из режиссёров фильма «Тарзан») вернуться в Walt Disney из студии Sony Pictures Animation, где он недавно срежиссировал номинированный на «Оскар» анимационный фильм «Лови волну!». В сентябре того же года Бак поделился несколькими идеями с Лассетером, одной из которых была «Снежная королева». Бак позже заявил, что изначальным вдохновением для «Снежной королевы» была не сама сказка Андерсена, а что-то другое, что он хотел бы сделать в теме «определения истинной любви». «Дисней уже придумала „поцелованную принцем“, поэтому я решил, что это время для чего-то нового», — вспоминает режиссёр. Оказалось, что Лассетер уже долгое время был заинтересован в «Снежной королеве»: когда Pixar и Disney работали над «Историей игрушек» в 1990-х годах, Лассетер увидел несколько эскизов к предыдущим попыткам создания «Снежной королевы», что произвело на него «впечатляющий» эффект. Разработка проекта началась под названием «Анна и Снежная Королева» (англ. «Anna and the Snow Queen»), который должен был стать традиционной рисованной анимацией. По словам Джоша Гэда, он был вовлечен в проект ещё на ранней стадии, когда сюжет был все ещё близок к оригинальной сказке Андерсена, а Эльзу должна была сыграть Меган Маллалли. Однако к началу 2010 года проект снова попал в «производственный ад», поскольку студии вновь не удалось найти способ создать историю и персонажей на основе «Снежной Королевы».

### Возрождение проекта
После успеха анимационного фильма «Рапунцель: Запутанная история», в декабре 2011 года «Walt Disney» объявила, что мультфильм по сказке Андерсена о «Снежной королеве» всё же увидит свет. Он получил название «Frozen» и дату релиза, намеченную на 27 ноября 2013. Было подтверждено, что мультфильм будет создан с помощью компьютерной анимации и показан в стреоскопическом формате 3D, вместо изначально планировавшейся анимации, рисованной от руки. В январе 2012 года композиторы и музыкальные продюсеры Кристен Андерсон-Лопес и Роберт Лопес присоединились к проекту для создания песен. 5 марта было объявлено, что режиссёрское кресло займет Крис Бак, а продюсерские полномочия разделят Джон Лассетер и Питер Дель Вечо.
После того, как «Дисней» заново пустила в производство «Снежную королеву», одной из проблем, перед которыми столкнулись Бак и Дель Вечо, был все тот же персонаж Снежной королевы, который на тот момент являлся главным злодеем. В студии есть традиция, при которой после 12 недель съёмок какого либо анимационного фильма, проходит длительная «сессия примечаний», в которой режиссёры и сценаристы из различных проектов студии делятся своими мыслями о работах друг друга.
Бак и Дель Вечо представили свои раскадровки Лассетеру, и вся производственная команда собрала конференцию, чтобы услышать его мысли о проекте. Художественный руководитель Майкл Джиаймо позже признал Лассетера как «очень повлиявшего» на проект: «Я помню, как Джон говорил, что последний вариант истории Снежной королевы, который придумала команда Криса Бака, был веселым и очень беззаботным. Но персонажи не выделялись. Они не были разносторонними. Поэтому Джон чувствовал, что аудитория не сможет ассоциировать себя с ними».
Тогда, производственная команда решила устранить проблемы фильма, составив для рассмотрения различные вариации Снежной королевы, до того момента, пока герои и сама история не станут актуальными. На этом этапе первым крупным прорывом стало решение полностью переписать главную героиню картины, Анну (которая была основана на персонаже Герды из оригинальной сказки), сделав её младшей сестрой Эльзы, тем самым установив семейные отношения между героями. Это было необычным решением, так как до этого сестринские отношения редко использовались как основные сюжетные элементы в американских анимационных фильмах, за исключением диснеевской картины 2002 года «Лило и Стич». Чтобы полностью понять уникальность таких отношений, Disney Animation созвала «сестринские собрания» (англ. "Sister Summit") на которых женщин, работавших в студии и имевших сестёр, попросили подискутировать об их отношениях с сёстрами.

### Сценарий
В марте 2012 года Дженнифер Ли, одна из авторов мультфильма «Ральф», была назначена сценаристом проекта. В августе того же года, учитывая широкое участие Ли в разработке, руководители студии Лассетер и Эд Катмулл назначили Ли на должность сорежиссёра, что сделало её первой женщиной-режиссёром анимационного фильма студии Disney. Её повышение было официально объявлено 29 ноября. Преимущественно, Ли работала над историей и сценарием, а Бак фокусировался на анимации. Она позже заявила, что «была очень тронута тем, что делал Крис», и что они «разделяли видение» истории, имея «общие чувства» по отношению к картине.
До того, как Ли была вовлечена в проект, предыдущий сценарист и авторы песен пытались справиться с текстом, однако это ни к чему не привело. С приходом Ли команда «по сути, начала все сначала… и у неё было 17 месяцев», что вылилось в «интенсивный график». По словам Ли, несколько ключевых концепций из ранних работ Бака и Дель Вечо ужи были использованы, такие так тема с «замерзшим сердцем»: «Была идея и фраза… акт истинной любви растопит замерзшее сердце». Они уже знали, что концовка будет связана с настоящей любовью, но с точки зрения эмоциональной связи между сестрами, а не романтической, в которой «Анна собиралась спасти Эльзу. Мы не знали каким способом и почему». Ли рассказала, что Эд Катмулл, президент Disney Animation, думал о концовке фильма: «Вы должны добиться этой концовки. Если у вас получится, это будет здорово. Если нет, то из этого ничего не выйдет».
Ранние версии сценария резко отличались от финальной. По изначальной версии Эльза была злой с самого начала; она похищала Анну с её собственной свадьбы и намеренно замораживала её сердце, позже она снисходила на город с армией снеговиков. Далее «весь второй акт был о том, как Анна пытается добраться до Ханса и поцеловать его, тогда как Эльза пытается её остановить». Бак рассказал, что изначальный сценарий предполагал заставить зрителей сочувствовать Анне, фокусируясь на её разочаровании, воспринимая себя «запасной частью» в отношении «наследницы», Эльзы. У оригинального сценария также был другой темп, это была «более приключенческая история», чем мюзикл и комедия.
Крупным прорывом было написание композиторами Робертом Лопесом и Кристен Андерсон-Лопес песни «Let It Go», которая заставила переосмыслить героя Эльзы как более сложного, ранимого и поддающегося сочувствию персонажа. По словам издания The Daily Telegraph, вместо злодея предусмотренного продюсерами, композиторы видели в Эльзе «напуганную девушку, пытающуюся совладать со своим даром». Ли вспоминала: «Бобби [Лопес] и Кристен [Андерсон-Лопес] рассказывали, что когда-то они гуляли по Проспект-парку и просто начали представлять каково это, быть на месте Эльзы. Забудьте злодейку. Просто каково это. Идея становления тем, кем она является на самом деле; то, что она держала в себе это долгое время, она одна и свободна, но печально то, что она одинока. Это не идеальная вещь, но могущественная». Дель Вечо объяснил, что «Let It Go» сделала Эльзу человеком «движимым страхом, а Анна руководствовалась своим стремлением и любовью к другим людям», что в свою очередь заставило Ли «переписать первый акт, а далее это затронуло и весь фильм. Именно тогда мы по настоящему поняли, каким будет фильм и его герои».
Другим достижением было создание сюжетного поворота, в котором Принц Ханс раскрывается как настоящий злодей фильма только ближе к концовке. Ханса не было даже в ранних набросках, позже он был представлен не как отрицательный персонаж; и уже после становления таковым, должен был раскрыться намного раньше по сюжету. Дель Вечо сказал: «Мы поняли, что было самым важным, если мы собираемся сделать концовку неожиданной, в один прекрасный момент вы должны были понять, что Ханс — это решение… но позже понимаете что нет, это — Кристофф… если вы можете заставить зрителей предугадать и думать, что аудитория уже во всем разобралась, вы можете их удивить, изменяя ситуацию совсем в другую сторону». Ли призналась, что Ханс является «социопатическим» и «не простым» персонажем на протяжении всей финальной версии сюжета. К примеру, Ханс копирует поведение других героев: «Он копирует Анну и ведёт себя с ней беззаботно… Герцог Варавский — придурок, и тут Ханс ведет себе соответствующе. А с Эльзой он показывает себя как герой». «Было сложно заложить фундамент для запоздалого поворота Анны к Кристоффу, не сделав предательство Ханса слишком предсказуемым, так как аудитория должна была почувствовать Анну…чувствующую что-то, но не понимающую что это может быть… потому, как в минуту понимания было уже слишком поздно». В более ранних вариантах сценария Анна открыто флиртовала с Кристоффом во время их первой встречи, но это было изменено после того, как председатель совета директоров Walt Disney Studios Алан Хорн отметил, что это может сбить зрителей с толку, так как Анна уже обручена с Хансом.
Ли также должна была поработать над вопросом личности Анны, в то время как несколько из её коллег считали, что она должна быть более дисфункциональной и эмоционально зависимой, как Ванилопа фон Кекс из «Ральфа». Ли не согласилась с такой позицией, но ей потребовался почти год, чтобы убедительно сформулировать: «Это и есть приключение Анны. Ни больше ни меньше». В конечном итоге, Ли успешно доказала, что путешествие Анны должно быть историей совершеннолетия, «где она идет от наивного взгляда на жизнь и любовь — потому как она одинока — к наиболее сложному и взрослому, при котором она способна на настоящую любовь, что означает пожертвование собой». Ли также пришлось отказаться от некоторых понравившихся ей идей, таких как сцена, изображающая отношения между Анной и Эльзой в подростковые годы, которая бы не сработала в рамках сюжета, потому что им [команде] нужно было сохранять разлучение между сёстрами. Чтобы построить отношения между Анной и Эльзой, Ли нашла вдохновение в её собственных отношениях со своей старшей сестрой. Ли сказала, что её сестра была «большим вдохновением для Эльзы» и назвала её «моя Эльза» в статье для Los Angeles Times. Они также вместе присутствовали на красной дорожке во время 86-й церемонии вручения премии «Оскар». Ли объяснила: «Потерять друг друга, а затем заново открыть друг друга, уже во взрослом возрасте, было большой частью моей жизни».
Команда также превратила Олафа из несносного напарника Эльзы в комически невинного друга Анны. «Убейте чертового снеговика» (англ. "Kill the f-ing snowman") — было первой реакцией Ли на изначальную «подлую» версию Олафа. Она нашла его «самым сложным персонажем, с которым пришлось иметь дело».
Проблема того, как именно Анна спасёт Эльзу в кульминации фильма была решена художником-рассказчиком Джоном Рипа. На одной из конференций, посвященной сценарию, где Рипа предложил несколько своих идей, Лассетер ответил: «Я никогда не видел ничего подобного раньше», после чего последовали овации.
Попутно команда отказалась от нескольких сценарных идей, которые делали первый акт более наполненным деталями, такие как наличие тролля с бруклинским акцентом, который бы объяснял предысторию магических способностей Эльзы, и правителя, для которого Ли надеялась нанять знаменитого комика Луи Си Кея. После все эти детали были тщательно проанализированы и «отсечены», так как они составляли «куда более сложную историю, чем мы могли уместить в 90-минутный хронометраж фильма». Как выразился Дель Вечо: «Чем больше вещей мы пытались объяснить в начале, тем более запутанным это становилось».
К ноябрю 2012 года производственная команда думала, что наконец «раскусила» секрет того, как заставить историю фильма «работать», но по словам Дель Вечо, в конце февраля 2013 они поняли, что она «все ещё не работает». Это снова заставило их переписать несколько сцен и песен, начиная с февраля по июнь. Он объяснил, — «мы переписали песни, мы взяли героев и изменили их, и это сработало, тогда фильм неожиданно заиграл новыми красками. Но ещё чуть-чуть, и… Оглядываясь назад, можно сказать, что работа над фильмом шла легче некуда, но во время самого процесса всё было очень напряженно». Вспоминая, Андерсон-Лопес шутила, что она и Лопес думали, как в итоге будут работать «клоунами на дне рожденья», если финальный результат «загубит их карьеры» и добавила, — «мы действительно писа́ли до последней минуты». В июне (за пять месяцев до премьеры мультфильма), композиторы добились нужного результата, написав песню «Впервые в этот вечер» (англ. For the First Time in Forever), которая, по словам Лопеса, «стала „стержнем“ всего фильма».
В этом же месяце Disney провела тестовые показы частично завершённой картины двум видам публики (одна состояла из семей с детьми, другая только из взрослых) в Фениксе, на которых также лично присутствовали Лассетер и Катмулл. Ли вспоминала, что был момент, когда они поняли, что у них «что-то получилось, потому как реакция была огромной». Катмулл, который когда-то попросил её «добиться этой концовки», впоследствии сказал, — «вы сделали это».

### Кастинг
Актриса Кристен Белл была назначена на роль Анны 5 марта 2012 года. Ли призналась, что выбор пал на Белл после того, как производственная команда прослушала несколько вокальных записей, записанных Белл ещё в детстве, на которых она исполняет несколько песен из «Русалочки», включая «Part of Your World». Белл завершила записи своей роли пока была беременна и впоследствии перезаписала несколько фраз героини уже после беременности, так как её голос стал более глубоким. Актрисе пришлось перезаписывать диалоги «наверное 20 раз», что является нормальным для главных ролей в Диснеевских анимационных фильмах, сценарии которых постоянно развиваются и изменяются. Белл была в восторге, когда получила роль Анны: она «мечтала побывать в Диснеевском мультфильме» с 4 лет, добавив: «Я всегда любила Диснеевскую анимацию, но в женских персонажах всегда было что-то, что было недостижимым для меня. Их осанка была слишком хороша, и говорили они слишком правильно, я чувствую, что я действительно сделала эту девушку намного более живой, и странной, и вздорной, более веселой и неловкой. Я правда горжусь этим».
«Холодное сердце» отчасти феминистский фильм для Disney. Я действительно горжусь этим. В нём есть всё, но преимущественно это фильм о сёстрах. Я считаю, что эти две девушки пытаются превзойти друг друга, но также и всегда пытаются защитить друг друга – сестринские отношения очень непростые. И это отличный пример для детей.
Ветеран Бродвея Идина Мензел получила роль Эльзы. Идина пробовалась на роль Рапунцель в анимационном фильме «Рапунцель: Запутанная история», но не получила её. Несмотря на это, кастинг-директор «Рапунцель» Джэми Спэрер Робертс оставила записи её прослушивания на своём iPhone и на основе этого предложила Идине пройти прослушивание вместе с Белл для «Холодного сердца». До того, как они официально получили роли, Мензел и Белл глубоко впечатлили режиссёров и продюсеров на ранней репетиции; после прочтения вслух всего сценария, они дуэтом исполнили песню «Wind Beneath My Wings», так как музыка для фильма ещё не была написана. Белл предложила эту идею, когда навещала Мензел в её доме в Калифорнии, чтобы вместе подготовиться к чтению сценария. Композиторы проекта также присутствовали на этом чтении. Андерсон-Лопес сказала, что «Лассетер был на небесах», услышав их вдвоём, поющих в гармонии, и с этого момента он [Лассетер] стал настаивать на том, чтобы Белл и Мензел участвовали в озвучивании мультфильма. Ли сказала: «Они спели как сёстры, и после этого в помещении глаза у всех были на мокром месте». В период с декабря 2012 по июнь 2013 года были объявлены исполнители второстепенных ролей, включая Джонатана Гроффа в роли Кристоффа, Алана Тьюдика в роли Герцога Варавского, Сантино Фонтана в роли Принца Ханса и Олафа в исполнении Джоша Гэда.

### Анимация
Как и в случае с «Рапунцель», для «Холодного сердца» использовался уникальный художественный стиль, включающий объединение компьютерной графики (CGI) и традиционной рисованной анимации. Крис Бак с самого начала знал, что Майкл Джиаймо был единственным, кто бы мог воплотить задуманный стиль рисовки — сочетание лучшей рисованной классики «Дисней» 1950-х годов, включающую серию книг «Disney Little Golden Books», с современным дизайном середины прошлого века — и убедил его вернуться в Disney в роли арт-директора для «Холодного сердца». Бак, Лассетер, и Джиаймо были давними друзьями, которые познакомились во время учёбы в Калифорнийском институте искусств. Джиаймо ранее уже работал в Disney в качестве арт-директора мультфильма 1995 года «Покахонтас», ведущим аниматором которого был Бак.
Для «Холодного сердца» Джиаймо начал обширное исследование Скандинавского региона, в ходе которого посетил построенный в датском стиле город Солванг вблизи Лос-Анджелеса, но в итоге остановился на Норвегии, так как «80 процентов» визуального стиля, который его привлекал, был именно оттуда. Disney впоследствии организовала три исследовательские поездки в этот регион. Аниматоры и специалисты по спецэффектам отправились в горную долину города Джексон, штат Вайоминг, где они ходили, бегали и погружались в глубокий снег в различных видах нарядов, включая длинные юбки (которые примерял как женский, так и мужской коллектив), в то время как команда специалистов по освещению и рисунку посетила ледяной отель в Квебеке, чтобы понять, как свет отражается и преломляется на снегу и на поверхности льда. И наконец, Джиаймо и несколько художников отправились в Норвегию, чтобы черпать вдохновение из её гор, фьордов, архитектуры и культуры страны. «У нас был очень плотный график для этого фильма, поэтому нашей главной задачей было преподнести историю правильно. Но мы знали, что Лассетер стремился к правдоподобности материалов и созданию мира, в который можно было бы поверить, и это не означает реалистичный мир — но тот, в который сможет поверить зритель. Было важно увидеть простор и масштаб Норвегии, и для аниматоров узнать, как это выглядит, — сказал Дель Вечо. — В этом есть реальное чувство размаха и масштаба „Лоуренса Аравийского“.»
В течение 2012 года, пока Джиаймо, аниматоры и художники исследовали Норвегию и разрабатывали внешний облик мультфильма, производственная команда все ещё пыталась создать убедительный сценарий. Эта проблема не была решена до ноября 2012 года, но и после этого он требовал ещё более значительных пересмотров. В результате главным испытанием, с которым столкнулась команда аниматоров, был плотный график. Им оставалось меньше 12-ти месяцев, чтобы превратить все ещё «эволюционирующий» сценарий Ли в готовый фильм. Такие фильмы, как «История игрушек 2» были успешно закончены и в более короткие сроки, но сжатые сроки, в свою очередь, неизбежно ведут к «поздним ночам, сверхурочной работе и стрессу». Ли оценила число всей команды, работавшей над «Холодным сердцем», в 600—650 человек, включая примерно 70 человек, работавших над освещением; более 70 аниматоров и от 15 до 20 художников раскадровки.
Дель Вечо объяснил, как именно была организована команда аниматоров: «Для этого фильма у нас есть руководящие аниматоры для каждого отдельного персонажа. Сами аниматоры могут работать над несколькими героями, но каждый из них всегда под руководством одного. К примеру, с „Рапунцель“ было по-другому, но мы выбрали этот способ, так как хотели, чтобы один человек полностью понимал и создавал своего собственного персонажа и потом смог передать это остальной команде. Хайрам Осмонд, аниматор Олафа, тихий, но очень веселый человек, поэтому мы знали, что он смог бы привнести много юмора этому персонажу; для аниматора Анны, Бэки Брэси, это был первый раз, когда она руководила одним персонажем, и мы хотели, чтобы она отвечала за Анну». Тренер по актёрскому мастерству Уорнер Лафлин был приглашен, чтобы помочь аниматорам понять героев, которых они создавали. Чтобы получить общее представление о каждой сцене в фильме, некоторые аниматоры пытались сами разыграть роли в них. «Я, на самом деле, снимаю себя, разыгрывая некоторые сцены, что нахожу очень полезным», — рассказала аниматор-руководитель Ребекка Уилсон Брэси. Это помогло ей найти элементы, которые сделали эти сцены реальными и правдоподобными. Аниматором Эльзы был Уэйн Антен, который сам предложил взяться за эту роль, потому что был очарован сложностью персонажа. Антен тщательно создавал мимику Эльзы, чтобы проявить её страх, противопоставленный бесстрашию Анны. Он также изучил видео с сессий записи Идины Мензел и анимировал дыхание Эльзы в такт с дыханием актрисы. Руководитель отдела анимации Лино Дисалво сказал: «Нашей целью было анимировать самых правдоподобных CG-персонажей, которых вы когда-либо видели».
В отношении вида и характера операторской работы на Джиаймо значительно повлияла работа Джека Кардиффа в «Чёрном нарциссе». По его словам, это придало фильму гиперреалистичности: «Поскольку, это фильм подобного масштаба, с норвежскими фьордами, с которых мы можем срисовывать, я действительно хотел изучить его (фильм) поглубже. С точки зрения дизайна, <…> то что нам давали фьорды, было идеальным. Мы поместили историю братьев и сестёр в масштаб». Работа Теда Мак-Корда в фильме «Звуки музыки» была ещё одним источником вдохновения для Джиаймо. Другой его идеей было то, чтобы «Холодное сердце» был снят по системе CinemaScope. Эта идея была одобрена Лассетером. Джиаймо также хотел, чтобы норвежские фьорды, архитектура и живопись в стиле розмалинг были важнейшими факторами в создании окружения Эренделла. Джиаймо, с опытом работы в традиционной анимации, сказал, что арт-дизайн среды олицетворяет единство персонажей и окружения, и что он изначально хотел добавить насыщенные цвета, что обычно не рекомендуется использовать в компьютерной анимации. Для будущей аутентичности в студию привели живого северного оленя по кличке «Мудрец» (англ. Sage), чтобы аниматоры исследовали его движения и манеры поведения для персонажа по имени Свен.
Ещё одним важным моментом, над которым Джиаймо планировал поработать, были костюмы персонажей. Он с самого начала знал, что это будет «фильм нарядов». Чтобы воплотить это видение, он пригласил дизайнера персонажей Джин Гилмор поработать над фильмом в качестве «художника по костюмам». В то время, как традиционная анимация объединяет дизайн костюмов с дизайном персонажей и рассматривает одежду лишь как часть персонажей, компьютерная анимация расценивает костюм почти как отдельный объект, со своими собственными свойствами и поведением — и для «Холодного сердца» потребовалось применение ещё ранее не использовавшегося уровня деталей, таких мелочей, как ткани, пуговицы, отделка и шитьё. Гилмор объяснила, что её «общий подход заключался в объединении исторических силуэтов Западной Европы 1840-х годов с формами и деталями национальных костюмов ранней Норвегии, примерно 19 века». Это означало, прежде всего, использование шерстяных тканей с акцентами бархата, льна и шёлка. Во время производства Джиаймо и Гилмор предоставляли различным отделам образцы настоящих материалов, чтобы использовать их в качестве примеров; у них был доступ к архивам с образцами тканей студии и ресурсам отделения костюмов Walt Disney Parks and Resorts в Фуллертоне, Калифорния. Работавшие над мультфильмом «Художники по созданию облика» (англ. Look development artists; так в Disney называют художника по текстурам) воссоздали виртуальную симуляцию поверхностей одежды, пока другой отдел имел дело с движением, перемещением в пространстве, весом, толщиной и освещением текстильной анимации.
Во время производства английское название фильма было изменено с The Snow Queen (рус. Снежная королева) на Frozen (дословно — Замороженная), что заставило провести параллель с другой картиной Disney, «Рапунцель: Запутанная история» (англ. Tangled, дословно — Запутанная). Питер Дель Вечо объяснил, что «название Frozen было выбрано нами независимо от названия Tangled. Потому как для нас оно олицетворяет фильм. Frozen играет на уровне льда и снега, но также в фильме есть „замороженные“ отношения и ледяное сердце, которое должно оттаять. Мы не думаем о сравнениях между Tangled и Frozen». Он также упомянул, что фильм сохранит своё оригинальное название The Snow Queen в нескольких странах. По его мнению, это название каким-то образом входит в наследие этих стран, «и они просто хотели это подчеркнуть».

### Технологии
Студия также разработала несколько новых программ для генерирования реалистичных и правдоподобных кадров, а именно для создания глубокого снега и его взаимодействия с персонажами. Disney хотела создать универсальный инструмент, который позволит создать снежные эффекты, но не потребует переключения между разными методами. Как было упомянуто выше, несколько диснеевских художников и специалистов по спецэффектам посетили Вайоминг, где проводили опыты, связанные с хождением по глубокому снегу. Доктор Кеннет Либбрект, профессор из Калифорнийского технологического института, был приглашен прочитать лекции группе по спецэффектам, о том как сформировываются снег и лед, и почему каждая снежинка сама по себе уникальна. Пользуясь этими знаниями, группа создала генератор снежинок, который позволил создать 2000 разных форм снежинок для фильма.
Ещё одним вызовом, с которым студии пришлось столкнуться, был показ глубокого снега, который одновременно правдоподобно взаимодействует с персонажами и имеет реалистичную липкость. По словам главного инженера-программиста Эндрю Сэлла, «[Снег] не очень жидкий. И не очень плотный. Он рассыпается на части. Он может быть сжат в комок. Все эти различные эффекты очень сложно запечатлеть одновременно». Чтобы добиться этого, программные инженеры совместно с математиками из Калифорнийского университета использовали высшую математику (метод материальной точки) и физику, для создания программы симуляции снега под названием Матерхорн (Matterhorn). Программа могла отображать реалистичный снег в виртуальном окружении, и была использована как минимум в 43 сценах фильма, включая несколько ключевых эпизодов. Разработчик программного обеспечения Алексей Стомахин назвал снег «значимым персонажем в фильме», поэтому на нём было сконцентрировано особое внимание. «Когда вы пытаетесь растянуть снег, он разваливается на кусочки. <…> Это было важным свойством, из которого мы извлекли пользу», — объяснил Сэлл. «Вот вы смотрите на идущего по снегу Кристоффа, и видите, как его следы подбрасывают и разбивают снег на маленькие кусочки, и смотрите на выбирающуюся из сугроба Анну, и собирающийся воедино и разбивающийся на части снег. Это происходит очень органично. Вы уже не видите отделение частицы — вы видите снег как единое целое». Программа также оказалась особо полезной в сценах с персонажами, идущими сквозь глубокий снег, так как позволила снегу натурально реагировать на каждый шаг.
Другими инструментами, разработанными с целью помощи художникам в создании некоторых сложных эффектов, были: Spaces, которая позволила частям тела снеговика Олафа отделяться друг от друга и вновь соединяться; Flourish упростила специалистам задачу с оживлением дополнительных деталей — таких как листья и ветки; Snow Batcher помогла придать снегу окончательный вид, что было особенно важно в сценах, где герои взаимодействуют с участками снега, проходя сквозь него и Tonic, которая позволила художникам слепить процедурные объёмы волос персонажей. Tonic также поспособствовала анимации элементов меха и волос — таких как волосы Эльзы, которые состоят из 420000 компьютерно-сгенерированных прядей, в то время как среднее количество прядей на голове реального человека равняется 100000. В фильме присутствует 312 моделей персонажей, количество симулированных моделей костюмов достигло 245, что было много больше, чем во всех созданных ранее анимационных фильмах Disney. 50 специалистов по эффектам и освещению вместе работали над отдельной технологией только для создания одной сцены, где Эльза воздвигает свой ледяной дворец. Для рендеринга каждого кадра этой сцены требовалось по 30 часов c 4000 компьютерами обрабатывающими один-единственный кадр.
Помимо трехмерной анимации, создатели также использовали и двухмерную рисовку для определённых элементов в фильме, включая магию Эльзы и снежные скульптуры, а также заледенелые фонтаны и полы. Группа по эффектам создала «сцену захвата», где весь мир «Холодного сердца» отображался на дисплеях мониторов, и мог быть «снят» на специальные камеры, вследствие чего получались трехмерные сцены. «Мы могли взять эту виртуальную съемочную площадку, которая имитировала все мои действия, и применить к любой сцене фильма» — рассказал технический менеджер проекта Эван Голдберг.

### Музыка и звук
Слова и музыка к песням для фильма «Холодное сердце» были написаны композиторами и музыкальными продюсерами Робертом Лопесом и его женой Кристен Андерсон-Лопес (ранее они оба написали песни к мультфильму Walt Disney «Медвежонок Винни и его друзья»). Так как они живут в Нью-Йорке, их сотрудничество с производственной группой в Бербанке проходило в формате ежедневных двухчасовых видеоконференций, продлившихся примерно 14 месяцев. Для каждой сочинённой песни авторы записывали демо, которое отправляли в штаб-квартиру студии для обсуждения. Музыкальные продюсеры также наняли норвежского лингвиста для помощи в написании текста песни на древнескандинавском языке. Авторами в итоге было записано 25 песен, 8 из которых было включено в саундтрек фильма (также плюс 2 версии песен — реприза к «For the First Time in Forever» и «Let It Go» в исполнении Деми Ловато). Их музыкальным номерам посвящено примерно 23 минуты мультфильма.
Под руководством звукорежиссёра Дэвида Баучера ведущие актёры начали записывать свои вокальные партии в октябре 2012 года на студии звукозаписи Sunset Sound Recorders, причём песни были ещё не оркестрованы. Большая часть диалогов для мультфильма была записана в штаб-квартире Walt Disney Studios в Бербанке под наблюдением специалиста по сведению диалогов Габриэля Гая. Некоторые диалоги были записаны после записи песен в Sunset Sound Recorders и Capitol Studios. Для озвучивания сцен с участием Анны и Эльзы студия использовала изолирующую кабину, где Белл и Мензел могли совместно озвучивать своих персонажей, чтобы исключить различные звуковые проблемы при записи голосов.
В феврале 2013 года Кристоф Бек присоединился к разработке мультфильма в качестве композитора. В музыке к картине Бек хотел отдать дань уважения обстановке Норвегии и Лапландии, используя скандинавский духовой инструмент Буккеорн и вокальную технику кулнинг. Бек работал вместе с Лопесом и Андерсон-Лопес над включением их песен в аранжировку музыки мультфильма. Рабочая команда также отправилась в Тронхейм для записи нескольких композиций. Там к ним присоединился норвежский композитор Фроуд Фьелхайм. В оркестровой записи песни «Vuelie», содержащей в себе элементы саамского песнопения йойк, приняли участие около 80 человек, в том числе 32 вокалиста норвежского женского хора Cantus. Аранжировка и оркестровка песен были осуществлены Дэйвом Мецгером, который также произвел оркестровку значительной части музыкального сопровождения фильма, написанного Беком. Финальные оркестровки песен и партитуры прошли на сцене Eastwood Scoring Stage на студии Warner Bros. Pictures с 22 по 24 июля 2013 года, под руководством звукорежиссёра Дэвида Баучера. С 3 по 6 и с 9 по 10 сентября проходила запись партитуры Кристофа Бека, которой руководил специалист по сведению звука Кейси Стоун. После финальных записей было осуществлено сведение звука: Баучер работал над сведением песен в Eastwood Scoring Stage, а Стоун занимался партитурой, в личной студии Бека в Санта-Монике, Калифорния.
Что касается звуковой составляющей «Холодного сердца», то, по мнению Дженнифер Ли, звук является важной частью мультфильма. Так, работа над шумовыми эффектами снега и льда при производстве картины проходила на студии Warner Bros. Для этого специалисты по шумовым эффектам получали ежедневные поставки 23 кг снега и льда, которые они использовали для записи соответствующего звука. Поскольку работа над визуальными эффектами была завершена достаточно поздно, на студии было записано 5 разных звуковых эффектов хождения по снегу, из которых после был выбран 1 вариант, соответствующий итоговой анимации.
Итоговое сведение диалогов, вокала, музыки и звуковых эффектов в формате Dolby Atmos было осуществлено Габриэлем Гаем и специалистом по перезаписи диалогов и музыки, президентом Cinema Audio Society Дэвидом Э. Флуром на студии Disney.

## Саундтрек
Начиная с января 2014 года саундтрек «Холодное сердце» занимает первую строчку «Billboard 200» в течение 13 непоследовательных недель — подобное удавалось лишь саундтреку «Титаник» в 1998 году. Общее количество продаж саундтрека «Холодное сердце» в США насчитывает свыше 3 миллионов экземпляров. В мире продажи альбома преодолели отметку в 10 миллионов копий.
В феврале синглу Идины Мензел «Let it Go» был присвоен платиновый статус (общее количество продаж превысило 1 миллион экземпляров), а также сингл достиг 5 места в чарте Billboard 100. Позднее и саундтреку анимационного фильма был также присвоен платиновый статус, а после преодоления рубежа в 3 миллиона проданных экземпляров альбом стал трижды платиновым. Французская дэткор-группа Betraying the Martyrs записала cover на песню «Let it Go», включив её в свой новый альбом.
| №                   | Название                                  | Исполнитель                               | Длительность |
| ------------------- | ----------------------------------------- | ----------------------------------------- | ------------ |
| 1.                  | «Frozen Heart»                            | Каст Холодного сердца                     | 1:45         |
| 2.                  | «Do You Want to Build a Snowman?»         | Кристен Белл, Агата Ли Мон, и Кейти Лопез | 3:27         |
| 3.                  | «For the First Time in Forever»           | Кристен Белл и Идина Мензел               | 3:45         |
| 4.                  | «Love Is an Open Door»                    | Кристен Белл и Сантино Фонтана            | 2:07         |
| 5.                  | «Let It Go»                               | Идина Мензел                              | 3:44         |
| 6.                  | «Reindeer(s) Are Better Than People»      | Джонатан Грофф                            | 0:50         |
| 7.                  | «In Summer»                               | Джош Гэд                                  | 1:54         |
| 8.                  | «For the First Time in Forever (Reprise)» | Кристен Белл и Идина Мензел               | 2:30         |
| 9.                  | «Fixer Upper»                             | Майя Уилсон и каст Холодного сердца       | 3:02         |
| 10.                 | «Let It Go» (сингл-версия)                | Деми Ловато                               | 3:47         |
| 11.                 | «Vuelie» (при участии Cantus)             | Кристоф Бек и Фроуд Фьелхайм              | 1:36         |
| 12.                 | «Elsa and Anna»                           | Кристоф Бек                               | 2:43         |
| 13.                 | «The Trolls»                              | Кристоф Бек                               | 1:48         |
| 14.                 | «Coronation Day»                          | Кристоф Бек                               | 1:14         |
| 15.                 | «Heimr Àrnadalr»                          | Кристоф Бек                               | 1:25         |
| 16.                 | «Winter's Waltz»                          | Кристоф Бек                               | 1:00         |
| 17.                 | «Sorcery»                                 | Кристоф Бек                               | 3:17         |
| 18.                 | «Royal Pursuit»                           | Кристоф Бек                               | 1:02         |
| 19.                 | «Onward and Upward»                       | Кристоф Бек                               | 1:54         |
| 20.                 | «Wolves»                                  | Кристоф Бек                               | 1:44         |
| 21.                 | «The North Mountain»                      | Кристоф Бек                               | 1:34         |
| 22.                 | «We Were So Close»                        | Кристоф Бек                               | 1:53         |
| 23.                 | «Marshmallow Attack!»                     | Кристоф Бек                               | 1:43         |
| 24.                 | «Conceal, Don't Feel»                     | Кристоф Бек                               | 1:07         |
| 25.                 | «Only an Act of True Love»                | Кристоф Бек                               | 1:07         |
| 26.                 | «Summit Siege»                            | Кристоф Бек                               | 2:32         |
| 27.                 | «Return to Arendelle»                     | Кристоф Бек                               | 1:38         |
| 28.                 | «Treason»                                 | Кристоф Бек                               | 1:36         |
| 29.                 | «Some People Are Worth Melting For»       | Кристоф Бек                               | 2:06         |
| 30.                 | «Whiteout»                                | Кристоф Бек                               | 4:17         |
| 31.                 | «The Great Thaw (Vuelie Reprise)»         | Кристоф Бек и Фроуд Фьелхайм              | 2:29         |
| 32.                 | «Epilogue»                                | Кристоф Бек                               | 3:04         |
| Общая длительность: | Общая длительность:                       | Общая длительность:                       | 1:09:40      |

## «Однажды в сказке»
В четвёртом сезоне американского телесериала канала ABC «Однажды в сказке» фигурируют Эльза, Анна, Кристофф и Ханс. Анну сыграла начинающая актриса Элизабет Лэйл, Эльзу сыграла звезда сериала «За гранью» Джорджина Хэйг, а Кристоффа сыграл актёр Скотт Майкл Фостер, звезда сериала «Университет». Сценаристы сериала предлагают свою версию происходящего после событий в мультфильме. По сюжету сериала у Эльза и Анны есть всеми забытая тётя, она же Снежная королева, она же главная злодейка первой половины четвёртого сезона сериала. Так раскрывается, откуда у Эльзы ледяной дар. Также Ханс пытается захватить Эренделл, и ему почти удаётся, так как он с помощью пирата Чёрной Бороды выбросил Анну и Кристоффа в море, а Эльза в это время находилась в Сторибруке.
Сюжет сериала связывает всех героев с героями мультфильма. Анна, оказывается, была знакома с Прекрасным принцем, с Белль и с магом Румпельштильцхеном. В сериале можно увидеть скрытое прошлое мамы Эльзы и Анны и свадьбу Кристоффа и Анны, дружбу Эльзы с Эммой Свон (дочерью Белоснежки и Прекрасного принца), а также Злую королеву, Робина Гуда и других сказочных персонажей.

## Показ
Мультфильм был выпущен в США 27 ноября 2013 года в сопровождении мультфильма «Конь-огонь». Премьера фильма состоялась в театре «Эль-Капитан» в Голливуде, штат Калифорния, 19 ноября 2013 года и имела пятидневный ограниченный прокат, начиная с 22 ноября, прежде чем выйти в широкий прокат.
Перед выходом фильма песни «Let It Go» и «In Summer» были представлены на выставке D23 Expo 2013 года; Идина Мензел исполнила первую песню вживую. Тизер-трейлер был выпущен 18 июня 2013 года, за которым 26 сентября 2013 года последовал официальный трейлер. Мультфильм также активно продвигался в нескольких тематических парках Диснея, включая Диснейленд Фэнтезиленд, World of Color Disney California Adventure, норвежский павильон Epcot и Disney Dreams! в Париже; Диснейленд и Epcot провели встречи и приветствия с участием Анны и Эльзы. 6 ноября 2013 года Disney Consumer Products начала выпуск линейку игрушек и других товаров, связанных с фильмом, в Disney Store и других розничных магазинах.
31 января 2014 года поющая версия мультфильма была выпущена в 2057 кинотеатрах США. В ней на экране были представлены тексты, и зрителям было предложено следить за прыгающей снежинкой и петь. После широкого проката в Японии 14 марта 2014 года аналогичная версия мультфильма была выпущена в стране в избранных кинотеатрах 26 апреля. В японских версиях на экране появлялись японские тексты песен, чтобы зрители могли петь вместе с персонажами. Поющая версия фильма была выпущена в Великобритании 28 ноября 2014 года. Премьера в России состоялась 12 декабря.

## Реакция

### Кассовые сборы
Мультфильм заработал 400,7 миллионов долларов в Северной Америке и, по оценкам, 996 миллионов долларов в других странах, что составляет в общей сложности 1 397 042 530 долларов по всему миру. Рассчитав все расходы, «Deadline Hollywood» подсчитал, что фильм получил прибыль в размере более 400 миллионов долларов. Он стал пятым пятым кассовым фильмом, самым кассовым мультфильмом, самым кассовым фильмом 2013 года, третьим самым кассовым релизом Walt Disney Pictures и 8-м самым кассовым фильмом, выпущенным Disney. Фильм заработал 110,6 миллиона долларов по всему миру в первые выходные. 2 марта 2014 года, на 101-й день релиза, он превысил отметку в 1 миллиард долларов, став восемнадцатым фильмом в истории кинематографии, седьмым фильмом, выпущенным Диснеем, пятым фильмом-несиквелом, вторым фильмом, выпущенным Disney в 2013 году (после «Железного человека 3») и первым анимационным фильмом со времен «Истории игрушек: Большой побег», сделавшим это.
«Bloomberg Business» сообщил в марте 2014 года, что внешние аналитики прогнозировали общую стоимость мультфильма примерно в 323-350 миллионов долларов на производство, маркетинг и распространение, а также прогнозировали, что фильм принесет 1,3 миллиарда долларов дохода от продажи кассовых билетов, цифровых загрузок, дисков и телевизионных прав.

### Награды и номинации
- 2014 — 2 премии «Оскар» за лучший анимационный фильм (Крис Бак, Дженнифер Ли, Питер дель Веко) и лучшую оригинальную песню («Let It Go», Кристен Андерсон-Лопес и Роберт Лопес)[16].
- 2014 — премия «Золотой глобус» за лучший анимационный фильм, а также номинация в категории «лучшая оригинальная песня» («Let It Go», Кристен Андерсон-Лопес и Роберт Лопес).
- 2014 — премия BAFTA за лучший анимационный фильм (Крис Бак, Дженнифер Ли).
- 2014 — 5 премий «Энни»: лучший анимационный фильм, режиссура (Крис Бак, Дженнифер Ли), музыка (Кристоф Бек, Кристен Андерсон-Лопес и Роберт Лопес), работа художника (Майкл Джиаймо, Лиза Кин, Дэвид Уомерсли), озвучивание (Джош Гэд). Кроме того, лента была номинирована ещё в 5 категориях.
- 2014 — премия «Сатурн» за лучший анимационный фильм, а также номинация в категории «лучший сценарий» (Дженнифер Ли).
- 2014 — премия «MPSE Golden Reel Awards» за лучший монтаж звука в музыкальном фильме.
- 2014 — премия «Cinema Audio Society Awards (CAS)» за лучшие звуковые эффекты в анимационном фильме.
- 2014 — 4 премии «Общества специалистов по визуальным эффектам (VES)» за лучшую мультипликацию, лучший анимационный персонаж (Эльза), лучшее моделирование и лучшее отображение среды.
- 2014 — 2 премии «Гильдии киноактёров США (SAG)» за лучший анимационный фильм и лучшую песню «Let it Go» («Отпусти и забудь»).
- 2014 — 2 номинации на премию «Спутник»: лучший анимационный фильм и лучшая песня («Let It Go»).
- 2014 — номинация на премию «Хьюго» за лучшее драматическое представление — длинная форма.

## Продолжение
12 марта 2015 года компания Disney официально анонсировала продолжение мультфильма. Решение было принято на собрании акционеров. Над анимационным фильмом будут работать режиссёры первого фильма — Крис Бак и Дженнифер Ли. В апреле 2017 года Disney объявил, что продолжение выйдет на экраны 27 ноября 2019 года. Премьера состоялась 7 ноября 2019 года в кинотеатре «Долби» в Голливуде. В прокат мультфильм вышел в США 22 ноября, а в России — 28 ноября.